# Этилбензол
Этилбензо́л — органическое вещество, ароматический углеводород.

## Свойства
Бесцветная жидкость с запахом, напоминающим бензин; почти нерастворим в воде, смешивается со спиртом, бензолом, эфиром, четыреххлористым углеродом.

## Получение
Этилбензол содержится в нефти и каменноугольной смоле. В промышленности получают главным образом из бензола и хлористого этила (по реакции Фриделя — Крафтса). Второй по значимости метод — выделение из С8-фракции продуктов риформинга на НПЗ топливно-нефтехимического профиля.

## Применение
При пропускании паров этилбензола над катализаторами образуется стирол, являющийся сырьём при производстве важных промышленных продуктов — некоторых видов пластмасс, например полистирола, и синтетических каучуков. Этилбензол используют также в органическом синтезе, например для получения ацетофенона жидкофазным каталитическим окислением, как растворитель и компонент высокооктановых бензинов.

## Токсичность
Предельно допустимая концентрация паров этилбензола в атмосферном воздухе ПДКм.р. = 0,02 мг/м³, максимально разовая ПДК в воздухе рабочей зоны производственных помещений ПДКм.р. =150,0 мг/м³; среднесменная ПДКс.см. =50,0 мг/м³.
При вдыхании паров этилбензола человек начинает чувствовать сонливость, усталость, головную боль. Появляются неприятные ощущения в носу, горле и животе, слезятся глаза, затрудняется дыхание. Этилбензол пагубно воздействует на работу и координацию мышц. При длительном воздействии на организм человека этилбензол провоцирует хронические заболевания крови и печени.
При защите от ингаляционного поступления этилбензола с помощью фильтрующих СИЗОД, и замене фильтров по "появлению запаха в маске", по крайней мере часть работников может заменять фильтры запоздало.
Ототоксичен (может ухудшать слух).